# Sowing the Seeds of Love
Sowing the Seeds of Love è un singolo del gruppo musicale britannico Tears for Fears, pubblicato il 21 agosto 1989 come primo estratto dal terzo album in studio The Seeds of Love.

## Descrizione
La canzone è celebre anche per essere un dichiarato omaggio alla musica dei The Beatles.

## Promozione
Nel 2007 la canzone ha ottenuto nuova popolarità grazie alla campagna promozionale televisiva della Vodafone, che ha utilizzato il brano come accompagnamento musicale.

## Video musicale
Il videoclip fu diretto da Jim Blashfield e vinse due riconoscimenti nel corso dell'MTV Video Music Awards: Best Breakthrough Video e Migliori effetti speciali. Nel video i due componenti del gruppo interpretano il brano sullo sfondo di un caleidoscopio di immagini surreali.

## Tracce
CD-Maxi
1. Sowing The Seeds Of Love (Full Version)
2. Tears Roll Down
3. Shout (U.S. Remix)

CD-Maxi
1. Sowing The Seeds Of Love (Full Version) – 6:52
2. Tears Roll Down – 3:19
3. Shout (U.S. Remix) – 8:00
4. Sowing The Seeds Of Love (Video) – 5:24

7" Single
1. Sowing The Seeds Of Love – 5:42
2. Tears Roll Down – 3:14

## Successo commerciale
La canzone raggiunse la seconda posizione nella classifica statunitense e la quinta in quella britannica, oltre a raggiungere la vetta della Modern Rock Tracks negli Stati Uniti, oltre ad avere un considerevole successo in Irlanda, Italia, e nei Paesi Bassi.

## Classifiche
| Classifica                   | Posizione più alta |
| ---------------------------- | ------------------ |
| Australia                    | 2                  |
| Francia                      | 18                 |
| Germania                     | 11                 |
| Italia                       | 2                  |
| Paesi Bassi                  | 3                  |
| Svizzera                     | 11                 |
| Regno Unito                  | 5                  |
| Billboard Hot 100            | 2                  |
| Billboard Modern Rock Tracks | 1                  |